# Klöster der Wüste Juda
Die Klöster der Wüste Juda sind frühbyzantinische Ruinen von Klöstern in Judäa zwischen der Linie Hebron–Jerusalem–Ramallah im Westen und dem Jordan im Osten in Palästina. Sie wurden seit dem Ende des 19. Jahrhunderts eingehend archäologisch untersucht.
Mit der Christianisierung des Römischen Reiches  im 4. Jahrhundert wurde das Heilige Land zu einem wichtigen Pilgerziel. Manchmal entschlossen sich Pilger dazu, hierzubleiben und ein Leben als Mönche zu beginnen (siehe Geschichte des christlichen Mönchtums in Palästina). Zwei Möglichkeiten eröffneten sich ihnen: zum einen das Leben in der „Wüste“, sehr begünstigt durch die Nachbarschaft der Heiligen Stadt (seit damals ist die Situation kaum verändert, ausgenommen für die israelischen Kolonisten), zum anderen das Leben in Jerusalem selbst, wo man andere Pilger aufnehmen, vor allem aber auch an liturgischen Feiern teilnehmen konnte, was etwa das Beispiel der Pilgerin Egeria gut zeigt. Der hohe Anteil von Klöstern an den liturgischen Stationen Jerusalems spiegelt auch die Bedeutung des städtischen Klosterwesens wider.
Bei der Lebensweise in der Wüste konnten sich die palästinensischen Mönche auf die ägyptische Tradition stützen; in Ägypten war diese christliche Lebensform zuerst entstanden. Doch haben die palästinensischen Mönche Chariton der Bekenner, danach Euthymius von Melitene und Sabas das eigentümliche Lawrensystem aufgebaut. Hierbei lebte jeder Klostermönch im Alltag mehr oder weniger einsiedlerisch, aber gebunden an einen Gebetsort (eine Kapelle, in der sich die Einsiedler wöchentlich trafen), der zugleich auch zentral Versorgung und Dienste bereitstellte. Vergleichbar damit ist im Okzident die karthäusische Lebensform oder die idiorhythmische des Berges Athos.
Nach den schriftlichen Quellen, hauptsächlich Kyrillos von Skythopolis und Johannes Moschos, werden verschiedene „Zyklen“ unterschieden. Damit sind monastische Traditionen gemeint, die sich um eine der drei Gründerfiguren gruppieren; der wichtigste von ihnen, der Heilige Sabas, ist bis heute einer der Hauptbezugspunkte des byzantinischen Mönchswesens geblieben.

## Liste der Klöster
Die folgende Liste enthält jeweils den überlieferten Namen der Fundstätte, gefolgt von der Bestandsdauer des Ortes, dem Namen des Entdeckers, dem Datum der Entdeckung und schließlich den Referenznummern des Klosters nach den „Katalogen“ von Siméon Vailhé (1899–1900) und Yizhar Hirschfeld (1990). Diese, besonders Hirschfeld, erlauben anhand von beigefügten Karten eine Lokalisierung der Orte in der Landschaft. Die Liste ist auf dem Kenntnisstand des Jahres 2000.

### Zyklus von Chariton
1. Lawra von Qalamon (~ 320 – 8. Jahrhundert). 1903 entdeckt durch Jean-Louis Féderlin.[2]
2. Lawra von Pharan (~ 320 – 7. Jahrhundert). 1880 entdeckt durch Marti.[3]
3. Lawra von Elpide, Duqa (~ 325 – 5. Jahrhundert ?). 1896 entdeckt durch von Riess.[4] Kloster heute restauriert.
4. Alte Lawra, Shuqa oder Souka (~ 330 – 8. Jahrhundert). 1896 entdeckt durch von Riess.[5]
5. Einsiedelei von Soussakim (auf 524 bescheinigt).[6]
6. Kleines Kloster (9. Jahrhundert). 1990 entdeckt durch Yizhar Hirschfeld.[7]
7. Kloster von Denys & Theodosius (9. Jahrhundert). 1990 entdeckt durch Yizhar Hirschfeld.[8]

### Zyklus von Euthyme
1. Kloster von Theoktiste (421 – 12. Jahrhundert). 1894 entdeckt durch Jean-Louis Féderlin.[9]
2. Lawren von Marda (~ 426 – 5.–7. Jahrhundert). 1894 entdeckt durch Lagrange.[10]
3. Kaparbaricha (~ 426 – 7. Jahrhundert). 1985 entdeckt durch Yizhar Hirschfeld.[11]
4. Lawra (Kloster) von ’Euthyme (428 – 12. Jahrhundert). 1874 besucht durch Guérin, 1880 identifiziert durch Konrad Furrer.[12]
5. (Lawra von) Marinos oder Photinos (~ 440 – 7. Jahrhundert). 1955 entdeckt durch Virgilio Corbo.[13]
6. Kloster von Louqas (~ 440 – 7. Jahrhundert). 1900 entdeckt durch Siméon Vailhé.[13]
7. Turm von Athenaïs, Kloster des Johannes Scholastikos (~ 455 – 7. Jahrhundert). 1880 entdeckt durch Konrad Furrer.[14]
8. Gerasimos-Lawra (~ 455 – ? – 12. Jahrhundert). 1903 entdeckt durch Jean-Louis Féderlin.[15] Kloster heute restauriert.
9. Kloster von Markianos (~ 455 – 7. oder 9. Jahrhundert ?). 1896 entdeckt durch von Riess.[16]
10. Kloster des Heiligen Petrus (459 – 7. Jahrhundert). 1934 entdeckt durch Alfons Maria Schneider.[17]
11. Kloster des Martyrios in Ma'aleh Adumim (~ 465 – 7. Jahrhundert). 1890 entdeckt durch van Kasteren.[18]
12. Kloster von Elias (id.). 1903 entdeckt durch Jean-Louis Féderlin.[19]
13. Kloster von Eunuques (id.). 1903 entdeckt durch Jean-Louis Féderlin.[20]
14. Kloster von Gabriel (id.). 1951 entdeckt durch Virgilio Corbo.[21]

### Zyklus von Sabas
1. Theodosios-Kloster („Mar Dosi“) (~ 470 – 14. Jahrhundert). Kloster restauriert.[22]
2. Kloster von Theognios (~ 475 – 7. Jahrhundert). 1955 entdeckt durch Virgilio Corbo.[23]
3. Kloster von Eustathe (5. – 6. Jahrhundert). 1990 entdeckt durch Yizhar Hirschfeld.[24]
4. Lawra des Sabas (kurz vor 483). Heute Kloster Mar Saba.[25]
5. Kloster von Kastellion (492 – 10. Jahrhundert). 1881 entdeckt durch Palmer.[26]
6. Mikron (493 – 6. Jahrhundert). 1958 entdeckt durch Virgilio Corbo.[27]
7. Neue Lawra (~ 455 – 7. Jahrhundert). 1985 entdeckt durch Yizhar Hirschfeld.[28]
8. Spelaion-Kloster (Höhlen-Kloster) (508 – 7. Jahrhundert). 1880 identifiziert durch Konrad Furrer.[29]
9. Lawra der Sieben Münder (Heptastomos) (510 – 7. Jahrhundert). 1899 entdeckt durch Delau.[30]
10. Kloster von Zannos (511 – 7. Jahrhundert). 1983 entdeckt durch Yizhar Hirschfeld.[31]
11. Kloster von Severian (~ 515 – 7. Jahrhundert). 1990 entdeckt durch Yizhar Hirschfeld.[32]
12. Lawra von Firmin (~ 515 – 7. Jahrhundert). 1889 entdeckt durch Lagrange.[33]
13. Lawra der Türme (~ 515 – 7. Jahrhundert). 1903 von Jean-Louis Féderlin untersucht.[34]
14. Lawra von Jeremias (531 – 7. Jahrhundert). 1881 entdeckt durch Palmer.[35]
15. Lawra von Source (vor 553 – 7. Jahrhundert). 1990 entdeckt durch Yizhar Hirschfeld.[36]
16. Soubiba der Bessen (vor dem Beginn des 6. – 7. Jahrhundert). Untersucht durch Jean-Louis Féderlin 1903.[37]

### Zyklus von Johannes Moschos (Identifikation unsicher)
1. Kloster von Penthoukla (? – 7. Jahrhundert). 1903 entdeckt durch Jean-Louis Féderlin.[38]
2. Lawra des Petrus (id.). 1903 entdeckt durch Jean-Louis Féderlin.[39]
3. Kloster von Chorembe (id.). Durch Félix-Marie Abel 1938 untersucht.[40]
4. Soubiba der Syrer (id.). 1903 entdeckt durch Jean-Louis Féderlin.[41]
5. Lawra der Elioten (id.). 1903 entdeckt durch Jean-Louis Féderlin.[42]
6. Kloster von Phasael (id.). 1950 entdeckt durch Augustinovic.[43]
7. Kloster von Kopratha (id.). 1938 entdeckt durch Félix-Marie Abel.[44]
8. Kloster der Fremden (id.). Entdeckt durch von Riess (1896) und Senès (1953).[45]
9. Kloster von Neelkeraba (id.). 1895 entdeckt durch von Riess.[46]
10. Kloster von Panteleimon (id.). Entdeckt durch // [47]
11. Kloster des Heiligen Sergius (id.). Entdeckt durch Jean-Louis Féderlin (1903) und Siméon Vailhé (1900).[48]

### Andere identifizierte Klöster
1. Kloster von Choziba (~ 470 – 12. Jahrhundert). Kloster restauriert.[49]
2. Kloster der Lazen (5. – 7. Jahrhundert). 1955 entdeckt durch Virgilio Corbo.[50]
3. Kloster St. Johannes der Täufer (5. – 6. Jahrhundert – ?). Kloster restauriert.[51]
4. Kloster von Sapsas (5. – 7. Jahrhundert). 1903 entdeckt durch Jean-Louis Féderlin.[52]
5. Kloster von Galgala (vor dem 6. – 7. Jahrhundert). 1874 entdeckt durch Guérin.[53]
6. Kloster des Heiligen Adam (belegt seit dem 9. Jahrhundert). 1960 entdeckt durch Józef T. Milik[54]
7. Kloster von Herodium (vor dem 6. – 7. Jahrhundert). 1986 entdeckt durch Zias.[55]